# 滿月派對
滿月派對（英語：Full moon party），是泰國帕岸島東南端哈林海灘舉辦的通宵派對，時間是每月的月圓晚上。參加者主要為來自世界各地的觀光客。
若滿月派對遇到泰國主要佛教節日將會往後推移。另外還有「半月派對」及「四分之一月派對」，其實就是為了慕名前來朝聖的觀光客而舉行的派對，內容和滿月派對一樣。
滿月派對跟印度的果亞海灘派對（Goa Beach Party）以及西班牙的伊比薩派對（Ibiza Party）並列為世界三大銳舞派對（Rave Party）。

## 活動起源
在1987年的時候，有來自義大利、瑞士及英國的三個好朋友，為了想幫其中一個慶祝生日而辦了一個派對。當時他們買了些啤酒，用簡陋的汽車音響放音樂，在路上找了一些人，很隨性地在哈林海灘上辦起簡單的派對。自此之後，他們想要繼續辦像這樣的派對，不過找不到理由，抬頭一看那天是滿月，於是他們就約定月圓的那一晚都來開派對。

## 精神主旨
年輕人想表達的是愛與和平的精神、不分性別、國籍、種族、宗教、信仰，推廣多元文化的音樂。

## 主要內容
帕岸島每到派對的前幾天，港口上就停泊無數艘的渡輪，船上無非是來朝聖滿月派的背包客。派對從下午開始熱身，會有攤販在海灘的兩旁販售酒精飲料，酒精飲料會裝在沙灘桶裡，通常是一種烈酒混合氣泡飲料，一桶約200-300泰銖。等天色漸暗，沙灘上的音樂就開始此起彼落，有幾個不同的分區分別放著不同種類的電子音樂，也有用火把拼成「full moon party」的字樣。在強烈的電子音樂伴隨下，人們就一直玩樂到天亮。